# 赫尔穆特·杜卡达姆
赫尔穆特·杜卡达姆（1959年4月1日—2024年12月2日），罗马尼亚著名足球守门员，人称“塞维利亚英雄”。
杜卡达姆于1978年加入UTA阿拉德足球会，成为职业足球运动员。1982年，他被选入罗马尼亚国家足球队，之后转会布加勒斯特星队担任主力门将。
1986年5月7日，在西班牙塞维利亚举行的当年欧洲冠军杯决赛中，杜达卡姆发挥神勇，在点球决战中连续扑出对手巴塞罗那队四个点球，为本队夺得金杯立下头功。他也是迄今为止唯一一名能在欧足联正式比赛中连续扑出四个点球的门将。
塞维利亚激战数星期后，杜达卡姆因为患上一种罕见的血液疾病，导致右臂突然出现血液凝结，被迫退役。1989年他曾短暂复出，但是未能恢复到顶尖水平。
在中国，曾经流传过一种未经证实的说法，称其因拒绝在丰田杯上获得的最佳球员奖——一部丰田轿车献给瓦伦丁·齐奥塞斯库（独裁者尼古拉·齐奥塞斯库之子）而得罪当局，被砍去四根手指（双手的食指和中指）。此消息最早源自西德《图片报》的一则报道，并被CCTV-5一档节目引用而广为流传。但是这种说法并不符合事实，因为杜卡拉姆因病未能参加当年的丰田杯，更不可能获得最佳球员奖，其后于1989年复出时，也未失去任何手指。

## 荣誉

### 俱乐部荣誉
布加勒斯特星
- 罗马尼亚甲级联赛冠军：1984/85年度，1985/86年度
- 罗马尼亚杯：1984/85年度
- 欧洲冠军球会杯：1985/86年度

### 个人荣誉
- 罗尼亚足球先生：1986年